# Малката голяма работа
„Малката голяма работа“ (на английски: Little) е американско фентъзи от 2019 г. на режисьора Тина Гордън, която е съсценаристка със Трейси Оливър. Във филма участват Реджина Хол, Иса Рей и Марсай Мартин. Премиерата на филма е на 8 април 2019 г. в „Ню Хейвън“, и е пуснат в Съединените щати на 12 април 2019 г. от „Юнивърсъл Пикчърс“. Това е последният филм на „Леджендари Пикчърс“ в „Юнивърсъл“ поради производство с края на 5-годишната сделка в хода на инициирането на сделката и връщането му към „Уорнър Брос Пикчърс“.